# Ministère des Travaux publics (Guinée)
Pour les autres articles nationaux ou selon les autres juridictions, voir ministère des Travaux publics.
Le ministère des Travaux publics est un ministère guinéen dont le dernier ministre est Kadiatou Émilie Diaby.

## Titulaires depuis 2007
| Nom | Nom                    | Dates du mandat | Dates du mandat | Image | Gouvernement(s)              |
| --- | ---------------------- | --------------- | --------------- | ----- | ---------------------------- |
|     | Thierno Oumar Bah      |                 |                 |       | Gouvernement Kouyaté         |
|     | Amadou Porédaka Diallo |                 |                 |       | Gouvernement Souaré          |
|     | Monsieur Mamadi Kallo  |                 |                 |       | Gouvernement Komara          |
|     | Yamodou Touré          |                 |                 |       | Gouvernement Doré            |
|     | Ousmane Bah            |                 |                 |       | Gouvernement Saïd Fofana (1) |
|     | Mohamed Traoré         |                 |                 |       | Gouvernement Saïd Fofana (2) |
|     | Oumou Camara           | 26/12/2015      | 17/05/2018      |       | Gouvernement Youla           |
|     | Moustapha Naité        | 26/05/2018      | 19/01/2021      |       | Gouvernement Kassory I       |
|     | Kadiatou Émilie Diaby  | 19/01/2021      | 05/09/2021      |       | Gouvernement Kassory II      |
|     | Yaya Sow               |                 |                 |       | Gouvernement de transition   |